# Toni Tecuceanu

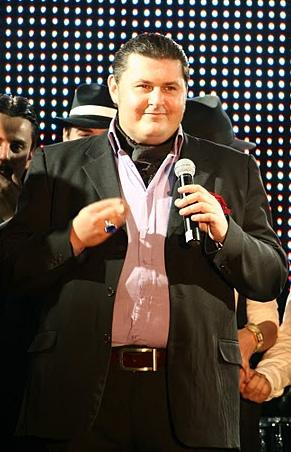
Toni Tecuceanu, 2009

Aurelian-Antonio Tecuceanu, mais conhecido conhecido como Toni Tecuceanu (Bucareste, 13 de janeiro de 1972 — Bucareste, 5 de janeiro de 2010), foi um ator e comediante romeno.
Faleceu devido a complicações da gripe suína, aos 37 anos de idade.